# Josh Parker
Adonte Joshua „Josh“ Parker (ur. 23 czerwca 1989 w Harvey) – amerykański koszykarz, występujący na pozycji rozgrywającego, aktualnie zawodnik litewskiego zespołu Nevėžis Kėdainiai.

## Osiągnięcia
NCAA
- Zaliczony do składu MVC Most-Improved Team (2009)[1]

Pro
- Mistrz II ligi niemieckiej (2013)
- MVP II ligi niemieckiej (2013)

## Statystyki

### W rozgrywkach akademickich
| Sezon     | Drużyna               | M  | S5 | MPG  | FG%   | 3P%   | FT%   | RPG | APG | SPG | BPG | PPG  |
| --------- | --------------------- | -- | -- | ---- | ----- | ----- | ----- | --- | --- | --- | --- | ---- |
| 2007/2008 | Drake Bulldogs (NCAA) | 31 | 0  | 7,0  | 36,5% | 31,2% | 66,7% | 1,0 | 0,9 | 0,2 | 0,0 | 2,1  |
| 2008/2009 | Drake Bulldogs (NCAA) | 32 | 8  | 22,3 | 44,8% | 42,7% | 71,4% | 2,0 | 1,5 | 0,8 | 0,1 | 10,8 |
| 2010/2011 | Dayton Flyers (NCAA)  | 36 | 2  | 17,6 | 32,0% | 33,8% | 77,8% | 2,1 | 2,6 | 0,5 | 0,0 | 7,0  |
| 2011/2012 | Dayton Flyers (NCAA)  | 33 | 3  | 23,0 | 37,9% | 30,3% | 77,3% | 1,9 | 1,8 | 0,9 | 0,1 | 8,7  |

### W rozgrywkach krajowych
| Sezon     | Drużyna                                 | M  | S5 | MPG  | FG%   | 3P%   | FT%   | RPG | APG | SPG | BPG | PPG  |
| --------- | --------------------------------------- | -- | -- | ---- | ----- | ----- | ----- | --- | --- | --- | --- | ---- |
| 2012/2013 | Bayer Giants Leverkusen (2. Bundesliga) | 33 |    | 38,8 | 39,7% | 33,8% | 80,3% | 4,6 | 7,1 | 2,2 | 0,0 | 28,5 |
| 2013/2014 | Mitteldeutscher BC (Bundesliga)         | 28 |    | 27,3 | 39,7% | 37,4% | 73,6% | 2,2 | 1,9 | 0,8 | 0,0 | 13,8 |
| 2014/2015 | Orkide Gediz (Turcja–II liga)           | 20 |    | 30,8 | 37,3% | 38,5% | 74,4% | 3,5 | 3,5 | 0,7 | 0,1 | 14,6 |
| 2015/2016 | Polfarmex Kutno (PLK)                   | 35 | 32 | 28,1 | 35,9% | 28,8% | 68,8% | 3,1 | 4,3 | 1,1 | 0,1 | 12,6 |
| 2016/2017 | Gelişim Koleji (Turcja–II liga)         | 27 | 27 | 34,5 | 41,2% | 37,8% | 73,9% | 4,0 | 3,6 | 1,1 | 0,1 | 17,7 |
| 2017/2018 | BC Beroe Stara Zagora (NBL)             | 1  | 1  | 22,0 | 60,0% | 66,7% | 100%  | 1,0 | 5,0 | 2,0 | 0,0 | 16,0 |
| 2017/2018 | Sopron KC (NB I/A)                      | 25 | 24 | 32,5 | 34,3% | 28,1% | 79,9% | 3,8 | 3,4 | 1,5 | 0,0 | 16,6 |
| 2018/2019 | Nevėžis Kėdainiai (LKL)                 | 24 | 12 | 23,0 | 31,8% | 25,6% | 70,2% | 1,8 | 3,0 | 0,8 | 0,0 | 10,6 |
| 2019/2020 | Soles de Mexicali (Meksyk)              | 44 | 11 | 17,6 | 38,9% | 34,6% | 79,4% | 1,5 | 2,4 | 0,8 | 0,1 | 7,8  |
| 2019/2020 | Mantarrayas de La Paz (Meksyk–CIBACOPA) | 5  | 5  | 35,9 | 34,9% | 31,0% | 85,7% | 3,0 | 6,8 | 1,8 | 0,0 | 13,0 |

### W rozgrywkach międzynarodowych
| Sezon     | Drużyna                            | M | S5 | MPG  | FG%   | 3P%   | FT%   | RPG | APG  | SPG | BPG | PPG |
| --------- | ---------------------------------- | - | -- | ---- | ----- | ----- | ----- | --- | ---- | --- | --- | --- |
| 2017/2018 | BC Beroe Stara Zagora (Europe Cup) | 2 | 2  | 24,9 | 33,3% | 28,6% | 87,5% | 2,0 | 3,00 | 0,0 | 0,0 | 9,5 |